# Rhodeus colchicus
Rhodeus colchicus är en fiskart som beskrevs av Bogutskaya och Komlev 2001. Rhodeus colchicus ingår i släktet Rhodeus och familjen karpfiskar. Inga underarter finns listade i Catalogue of Life.